# Jean-Michel Moreau

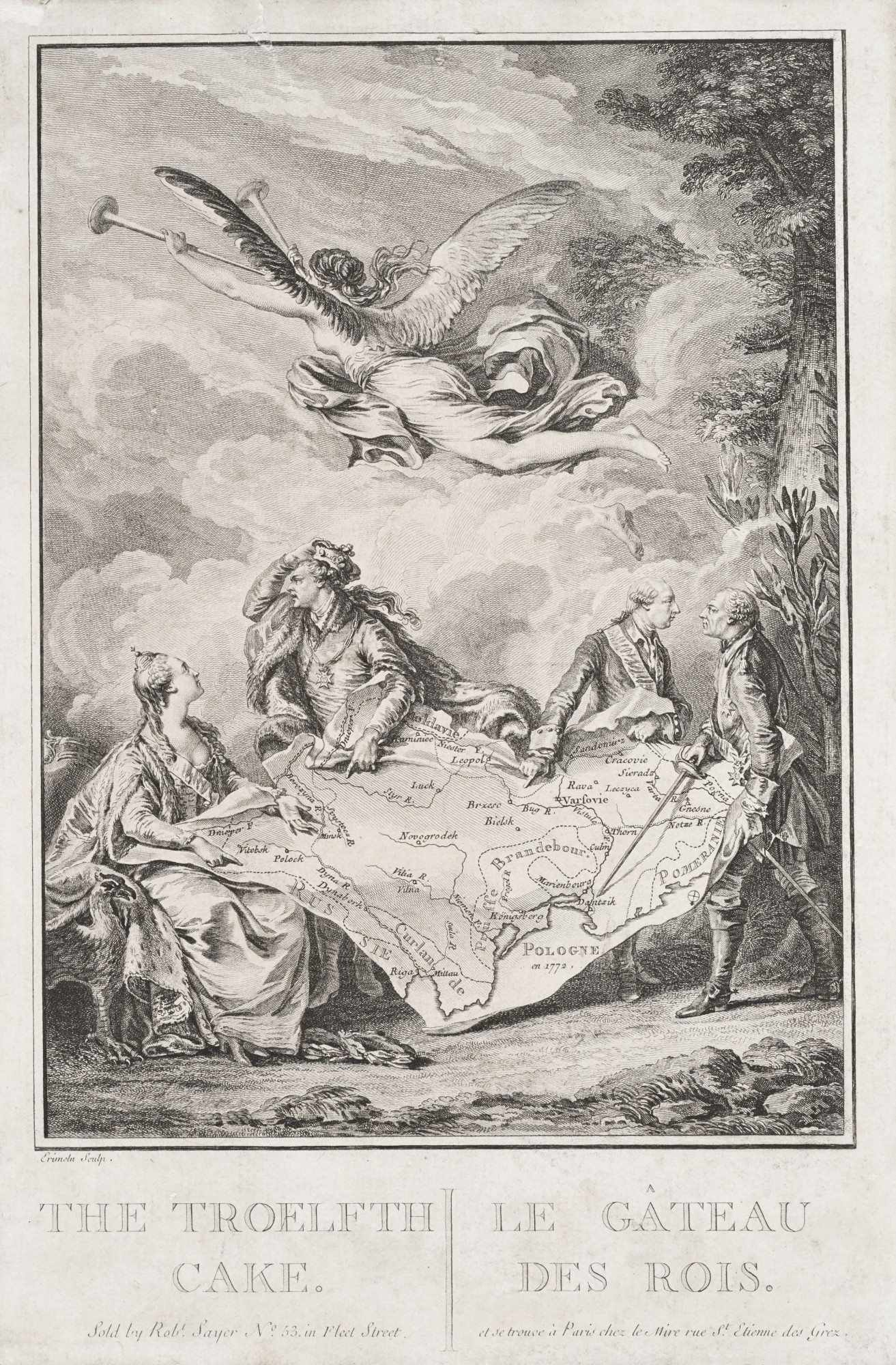
Alegoria rozbioru Polski (rycina Nicolasa Noël Le Mire na podstawie rysunku Jeana-Michela Moreau)

Jean-Michel Moreau (zwany le Jeune, ur. 26 marca 1741 w Paryżu, zm. 30 listopada 1814 tamże) – francuski rysownik, grawer, malarz i ilustrator, jeden z najbardziej znanych artystów tworzących ilustracje w okresie francuskiego rokoko. 

## Twórczość
Stworzył ponad 2 tysiące prac, które poświęcił ważnym współczesnym wydarzeniom, jak i motywom literackim. Portretował znane postacie, np. Woltera. Pracował nad wydaniami dzieł Owidiusza, Boccaccio, Moliera, czy Rousseau. Jego rysunki posłużyły do stworzenia licznych znanych rycin, w tym alegorii rozbioru Polski - tzw. "kołacza królewskiego".